# Hormonoterapia
Hormonoterapia, terapia endokrynna – metoda leczenia za pomocą hormonów. Podawanie antagonistów hormonów również bywa uznawane za terapię hormonalną.
Hormonów używa się w terapii:
- niedoborów hormonalnych
- starzenia się (np. menopauzy)
- schorzeń alergicznych
- nowotworów → hormonoterapia nowotworów
- chorób narządów płciowych i niektórych zespołów genetycznych (np. zespół Klinefeltera, zespół Turnera)
- chemicznej kastracji gwałcicieli

oraz przy korekcie płci (HTZ (transpłciowość))